# Futbolí

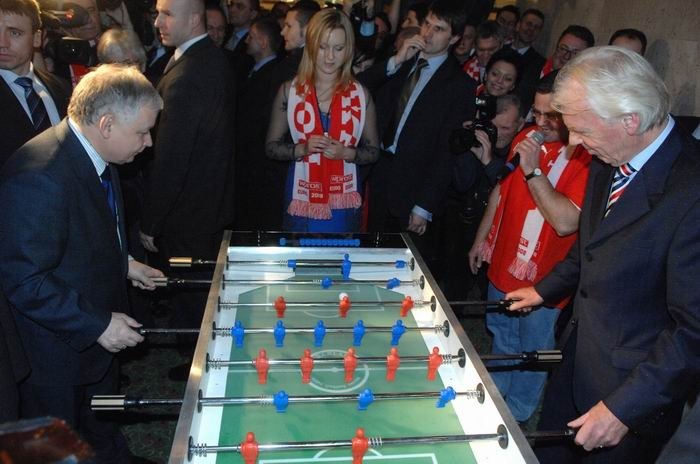
El president de Polònia Lech Kaczyński i el seleccionador nacional de futbol Leo Beenhakker jugant al futbolí

El futbolí (calc del castellà) és un joc de taula que reprodueix un camp de futbol amb les seves porteries, els seus marcadors, els seus 22 futbolistes fixats a 8 barres movibles (4 per banda, amb els corresponents mànecs) i un nombre variable de pilotes (boles). En la modalitat més coneguda, de joc de bar, la taula disposa d'un mecanisme que allibera totes les pilotes en un calaix obert al principi de la partida, després d'introduir una moneda, i que les va retenint una per una a mesura que els jugadors aconsegueixen anar-les introduint a una porteria o l'altra. Els advesaris, individuals o per parelles, accionen les diverses barres amb les figuretes dels futbolistes organitzats en les línies clàssiques de porter, defenses, mitjos i davanters, a l'efecte de disputar-se la bola amb el contrari i obtenir el nombre més gran de gols possible. La partida, que no té una durada prefixada, acaba quan s'han consumit totes les boles dispensades per la màquina i guanya el jugador (o parella de jugadors) que ha anotat més punts al seu marcador.
També hi ha futbolins domèstics, sense mecanisme de pagament, i futbolins per a competicions oficials, regulades per la federació esportiva corresponent.

## Denominacions
El futbolí té diverses denominacions a cada país on es juga. Als diversos països hispanoparlants rep noms diversos: a Espanya i part d'Amèrica Llatina, futbolín; a l'Argentina, metegol; a Bolívia, canchitas; a Xile, taca-taca; a Guatemala, futío; a Mèxic, fuchín o futbolito; a Uruguai, també futbolito. Els noms més comuns en anglès són table football (però també table soccer), footzy, bar football i foosball (i aquesta darrera forma amb grafies molt diverses). En francès es coneix generalment per baby-foot. Als països de llengua alemanya (i també a Bèlgica) és kicker, entre altres noms. En portuguès es diu matraquilhos (a Portugal i també a Galícia), o pebolim, futebol totó, etc (al Brasil). En serbocroata, s'anomena karambol. A Itàlia, es coneix per calcio balilla, calcetto o biliardino. A Suècia, és bordsfotboll.
En tot cas, no s'ha de confondre amb el futbol de taula o subbúteo, encara que algunes de les denominacions esmentades es prestin a aquesta confusió.

## Orígens

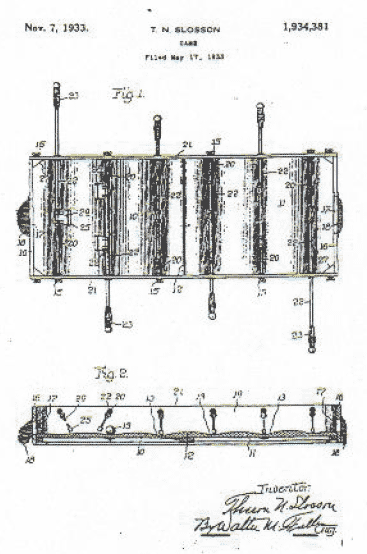
Futbolí nord-americà patentat el 1933 amb solament tres barres per banda i amb el porter propi a la dreta.

La invenció del futbolí no és un fet fàcil d'establir. Semblaria que fou inventat simultàniament a França i Alemanya entre els anys 1880 i 1890. De fet, hi ha patents de jocs semblants d'ençà de la fi del segle xix i, per exemple, al Museu de Joguets i Autòmats (Col·lecció Manel Mayoral), a Verdú, s'exposa una "màquina recreativa de futbol" amb les figures fixades al tauler per la cama esquerra i amb la dreta mòbil per a poder xutar, fabricada als Estats Units d'Amèrica cap al 1920.
Però, el joc del futbolí, tal com el coneixem avui, sembla que fou inventat el 1922 i patentat el 1923 per l'anglès Harold S. Thornton (1895-1951). Thornton en va tenir la idea després de veure una partida de futbol del Tottenham Hotspur F.C., del qual era molt afeccionat. Volia crear un joc de futbol que es pogués jugar a casa. La inspiració li va venir d'una capsa de llumins: creuant els llumins dins de la capsa, va dissenyar la base del seu nou joc.
L'oncle de Harold, Louis P. Thornton, que vivia a Portland (Oregon), el va visitar i va tornar als Estats Units amb la idea, que va patentar pel seu compte el 1927.

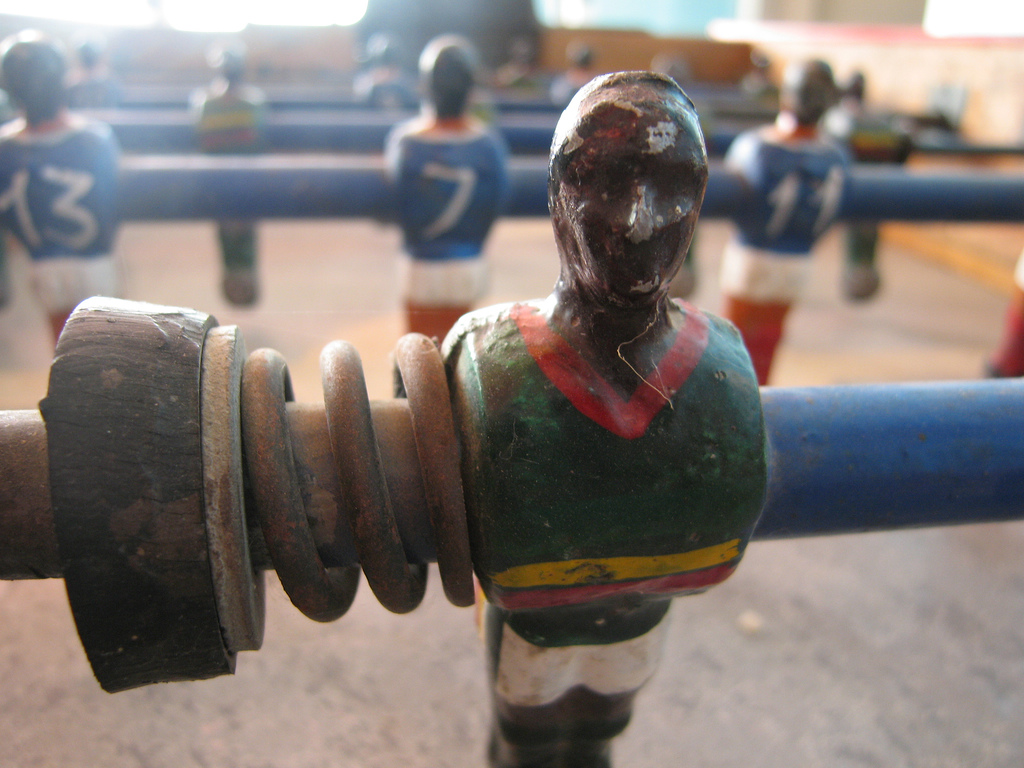
Una figureta de Baby-foot al Senegal.

Alguns historiadors atribueixen la invenció a l'industrial i inventor francès Lucien Rosengart (1881-1976) o bé al poeta i també inventor gallec Alexandre de Fisterra (1919-2007), el 1937, però, el fet cert és que hi ha nombroses patents i dissenys força anteriors a aquesta data.
Almenys és veritat que el futbolí espanyol és diferent de l'europeu. Mentre que els futbolins europeus (i de la resta del món) tenen els futbolistes amb les dues cames juntes, la variant espanyola té les cames separades (però, curiosament, a Madrid és molt més freqüent el model internacional). El futbolí de cames separades sí que el va inventar Alexandre de Fisterra. L'inventor gallec havia estat ferit en un bombardeig a Madrid, durant la Guerra Civil espanyola. Quan va veure molts nens, ferits com ell a l'hospital militar de la Colònia Puig (Montserrat), que no podien jugar al futbol, en va tenir la pensada. Inspirant-se en el tennis de taula, va demanar a Francisco Javier Altuna, un fuster basc amic seu i també refugiat, la fabricació del primer futbolí seguint les seves instruccions. Fisterra va patentar la seva creació el 1937 a Barcelona, i per aquest motiu el seu model és conegut com a "futbolí català". Fisterra va cercar debades a trobar qui li fabriqués la nova joguina, però la indústria de la joguina, radicada principalment al sud del País Valencià, era totalment dedicada a la indústria de guerra. Finalment, quan Fisterra va haver d'exiliar-se a França, després de la victòria franquista a la guerra, va perdre els papers de la patent en una tempesta, quan passava el Pirineu a peu, de manera que no hi ha manera de saber com era aquest disseny original. Amb l'adveniment del franquisme, i amb la posterior ocupació alemanya de França, Alexandre de Fisterra es va haver d'exiliar a Amèrica Llatina, a causa de les seves idees d'esquerra, i allí va introduir alguns canvis en el futbolí, com ara les barres d'acer, i va divulgar el joc per tot el continent.
Entretant, els fabricants valencians van desenvolupar la idea pel seu compte i el joc es va expandir ràpidament pels bars i altres establiments públics de tota la península Ibèrica sense el concurs de Fisterra, que ho va poder comprovar personalment els anys seixanta, quan va tornar de l'exili.

## Estratègies i modalitats de joc
L'estratègia en el futbolí és enormement variable. Jugant una sola persona per banda, és impossible controlar les quatre barres simultàniament. Alguns jugadors, partidaris de jugar més a la defensiva, mantenen la mà esquerra sempre al mànec de la barra del porter o de la defensa i es mouen amb la mà dreta entre les altres files més avançades. En canvi, els jugadors més agressius poden jugar permanentment a l'atac, amb les mans al centre del camp i als davanters, deixant el porter i la defensa sense tocar. Però, també és possible una tercera via, movent-se ràpidament d'unes files a les altres, segons com es vagi movent la bola pel tauler i, també, en funció dels moviments que faci l'adversari.
Amb pràctica, és possible aprendre ràpidament algunes jugades.
Les regles oficials espanyoles es poden consultar a la pàgina oficial de la Federación Española de Fútbol de Mesa (FEFM) i les internacionals a la pàgina de la International Table Soccer Federation (ITSF).
A Espanya, hi ha dues modalitats de joc, segons si les figuretes tenen les cames juntes o separades i, també, segons com es passa la bola: "en moviment" o "aturada". Ambdues modalitats es juguen per tot el territori de l'estat, tot i que a Catalunya, al País Valencià i a una part de Galícia és més popular la modalitat amb canvis (o de bola aturada).
En la modalitat aturada, els jugadors poden retenir la bola a la línia davantera i passar la bola d'un davanter a l'altre fins que el jugador considera que té una bona ocasió per xutar. En canvi, en la modalitat de la bola en moviment, la pilota no es pot retenir a cap de les barres i només es pot tocar la bola un sol cop amb la línia davantera en tota la jugada. Si la bola entrés a la porteria després d'haver-la tocat dos cops amb la línia davantera, el gol seria anul·lat per fora de joc. Ambdues modalitats requereixen molta habilitat per realitzar les jugades i totes dues, així mateix, es practiquen amb futbolins de fusta.
A poc a poc, es van introduint els models forans, els quals incorporen notables millores tècniques respecte de les taules tradicionals d'aquí, tot i que, probablement, molts aficionats prefereixen seguir jugant amb els futbolins de fusta i les figuretes de dues cames de tota la vida. Aquest model tradicional sol ser anomenat "futbolí català" (segurament, perquè Fisterra, que l'havia creat durant la seva estada a Montserrat, el va patentar a Barcelona). En canvi, el model de cames juntes es coneix com el "futbolí francès".

## Detalls tècnics i variants

### Les variants internacionals

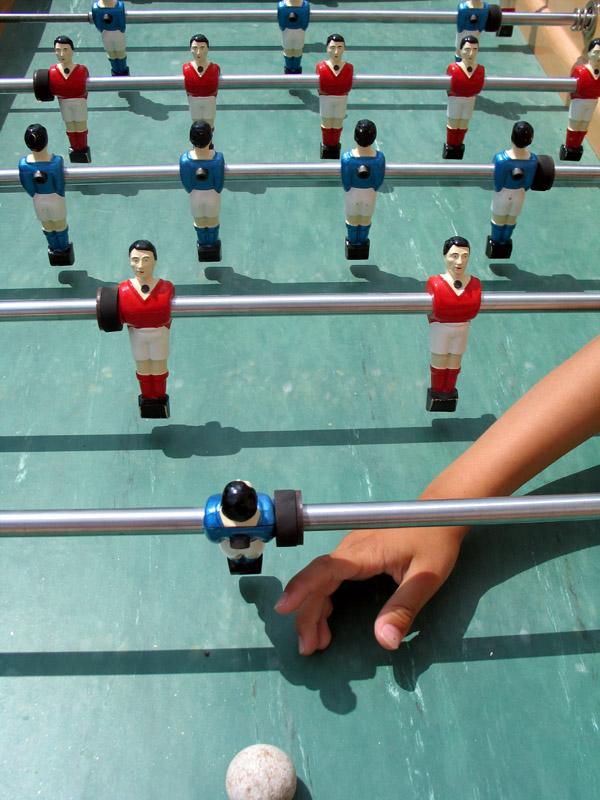
Futbolí d'estil Bonzini.

Existeixen diversos tipus de taules per a les competicions de futbolí: Bonzini per al baby-foot francès, Tornado per al table soccer nord-americà, Roberto-Sport, italià, Garlando, també italià, Tecball per al Fußball alemany, o Eurosoccer, belga. Els fabricants més importants són: Kicker, Garlando, Löwen-Soccer, Warrior, Lehmacher, Leonheart, però n'hi ha molts més.
Actualment, el futbolí incorpora barres de titani, figuretes metàl·liques i, fins i tot, marcador electrònic. Una novetat que no afecta el joc en si mateix, però que és fonamental per a la prevenció d'accidents entre els jugadors i els espectadors (especialment nens petits que es poden apropar a la taula enmig d'una partida), és la incorporació d'unes beines metàl·liques adossades als laterals de la taula per l'interior de les quals es mou l'extrem de cada barra, de manera que el moviment sobtat d'aquestes esdevé absolutament innocu.
La taula de joc pot variar de mides, essent les més típiques 1,22 metres de llarg per 0,61 metres d'ample. Les figures poden ser de plàstic, metall, fusta o fibra de carboni, muntades en vuit barres metàl·liques horitzontals. Cada equip, constituït per un o dos jugadors humans, controla quatre barres. Les figures tenen sempre les dues cames juntes i no tenen braços.
El desplegament dels petits futbolistes sobre el taulell no és estàndard i té diverses variants, talment com fan els entrenadors de futbol de veritat. En la distribució internacional més generalitzada, d'esquerra a dreta, és a dir, defensa-mig camp-devantera, s'observa l'alineació 2-5-3.
Actualment, el jugador se situa invariablement a la banda dreta del seu equip, amb el porter propi, per tant, a la seva esquerra, però, antigament, hi havia hagut dissenys en sentit invers i també amb un nombre diferent de barres.

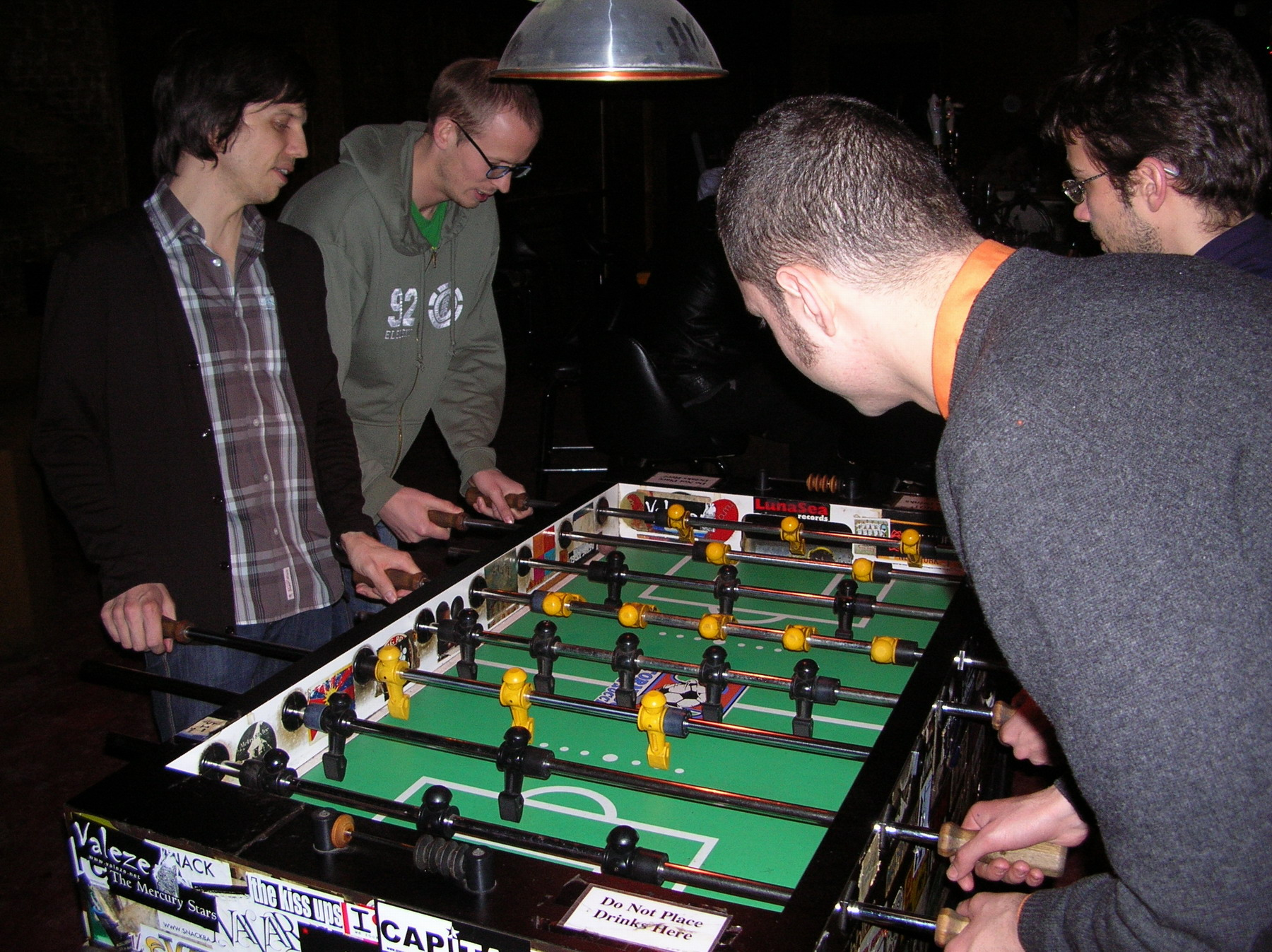
Partida de Table soccer a Nova York amb un model que incorpora tres porters per equip.

Les diferències tècniques de les taules determinen en gran manera l'estil de joc. La majoria de taules només tenen un porter per equip, que té els moviments restringits a l'àrea de la porteria. En aquestes taules, per tant, el porter no arriba a tocar mai la bola quan aquesta se'n va cap a la zona de córner i el problema es resol amb una lleugera inclinació cap al mig del camp des de les cantonades. Als Estats Units, alguns models incorporen tres porters, un al centre i un a cada cantonada, de manera que no queda cap zona del camp fora de control i no cal aixecar les cantonades, però tenen l'inconvenient d'apartar-se del model de futbol real, ja que sumen 13 jugadors. Una altra diferència important es troba a les boles, les quals poden ser de suro, plàstic o, fins i tot, marbre o metall, de manera que canvia molt la velocitat de xut, així com les possibilitats d'interacció entre el jugador i la bola.

### El futbolí anomenat català

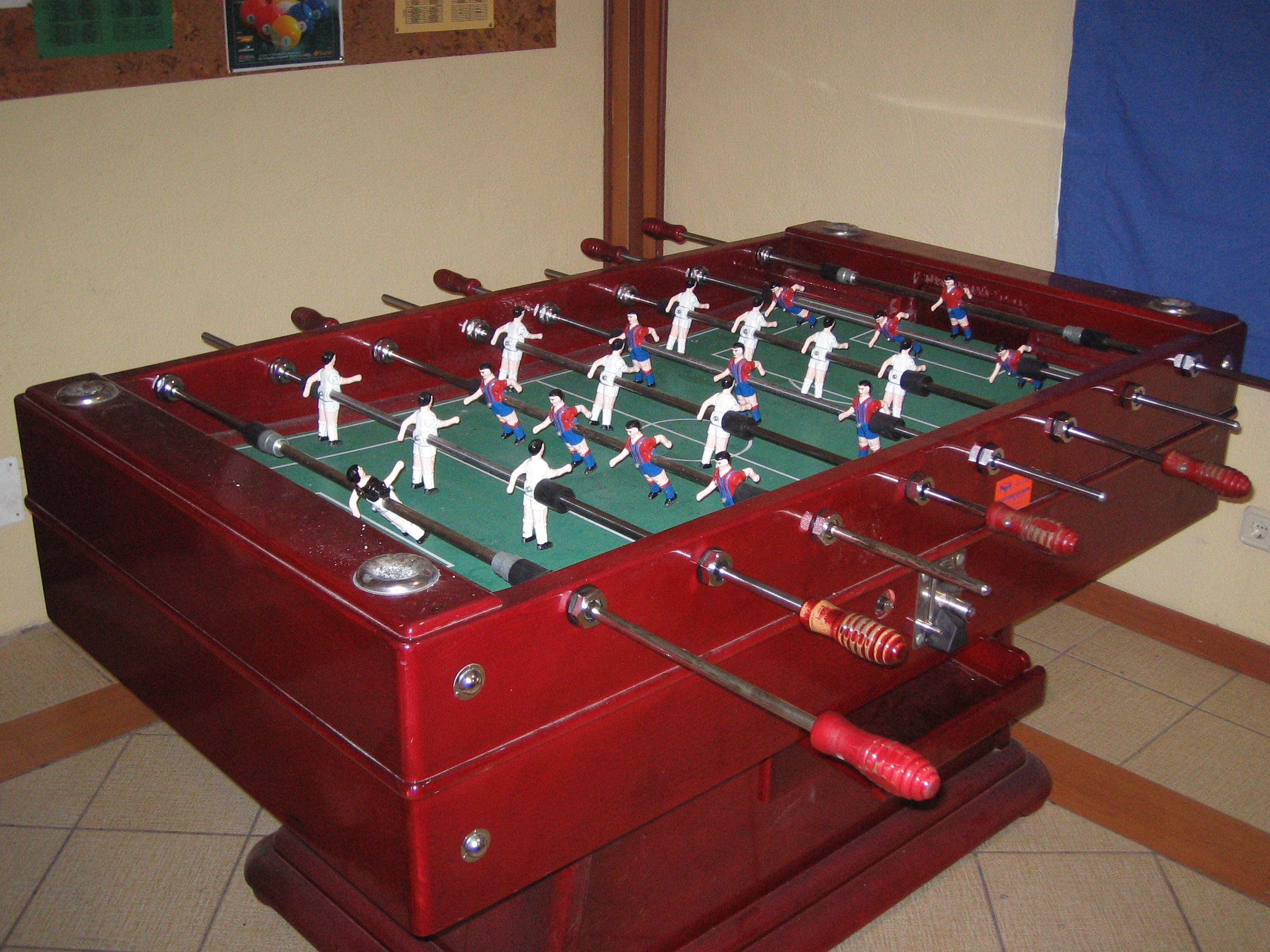
Futbolí model català.

El futbolí hispànic o català, usual a la península Ibèrica (excepte a Madrid) i a Llatinoamèrica, que deriva directament del que va dissenyar Alexandre de Fisterra, no es fa servir en competicions internacionals, tot i que la Federación Española de Fútbol de Mesa (FEFM) té previst proposar-ho oficialment el 2012.
La seva característica més identificadora és que les figuretes tenen separades les dues cames i disposen de braços. Si les dues cames determinen algunes capacitats diferents per al joc, l'existència de braços és merament ornamental, però el cert és que una i altra característiques fan, del model català, una reproducció molt més realista del futbol de veritat.
La disposició de les figures a les barres és de 3 defenses, 3 mitjos i 4 davanters, tot i que a la zona de València també s'hi troba la combinació 2-3-5.
D'altra banda, també cal dir que, en aquesta versió, el camp de joc és còncau, de manera que la bola tendeix sempre a caure sola cap al centre, mentre que, a les versions oficials, el camp sempre és completament pla.

### Curiositats

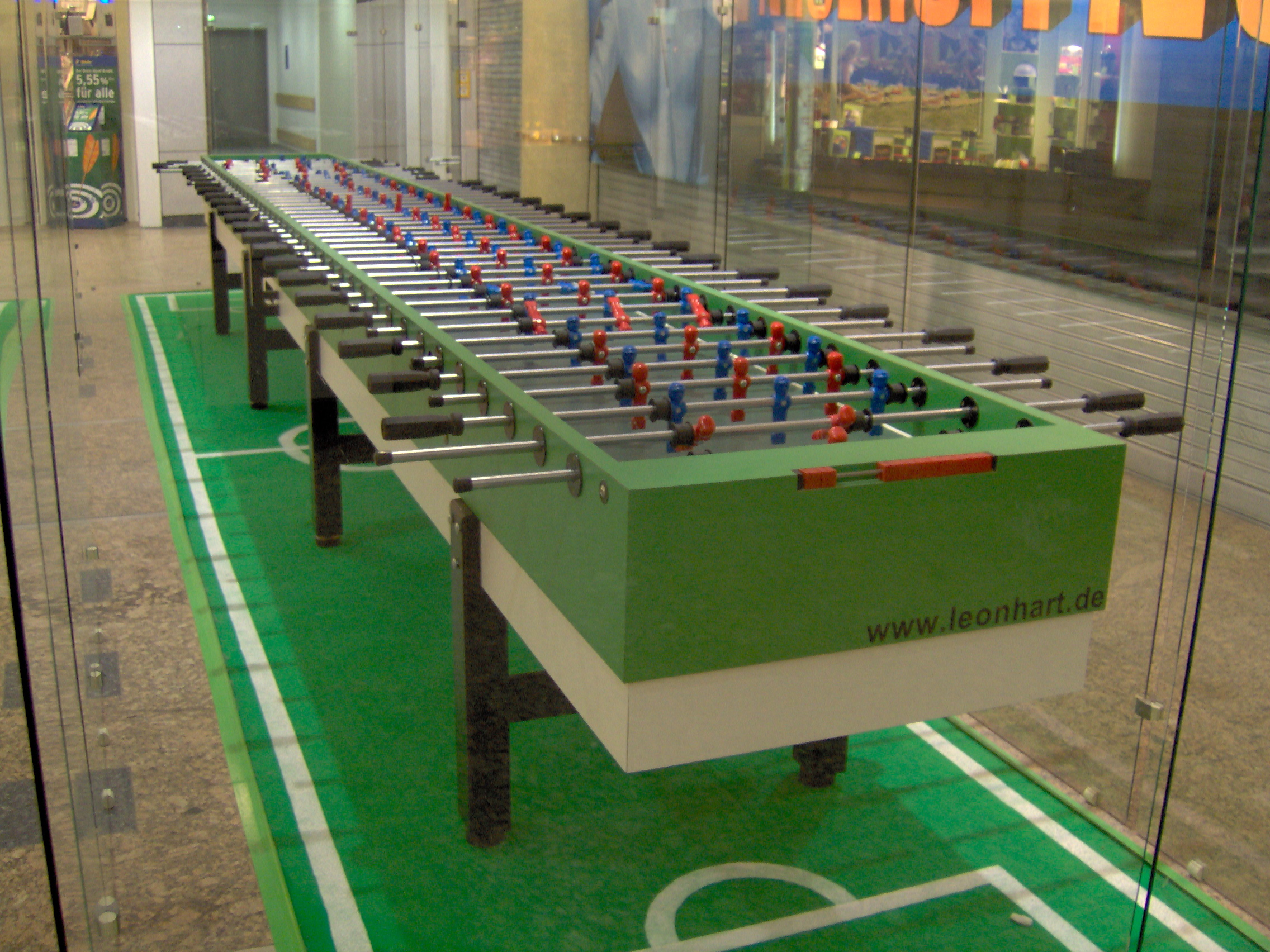
Un futbolí Leonhart per a 11 jugadors per banda, a Berlin.

- Com a curiositat es pot dir que també existeix un futbolí de 7 metres de llarg, creat per l'artista Maurizio Cattelan per a una obra de teatre titulada Stadium. Calen 11 jugadors per cada banda, talment com dos equips complets de futbol.
- El Giusbalino (o Jusbalino) és una variant italiana del futbolí pensada expressament per a un sol jugador per banda. Al camp de joc només hi són presents el porter i dos davanters per cada equip i, lògicament, cada jugador ha de manipular dos únics mànecs en tota la partida (vegeu una imatge aquí [Enllaç no actiu]).
- També existeix una creació original i molt heterodoxa, rebutjada pels més puristes,[11] d'un futbolí femení que incorpora 22 nines Barbie amb els seus vestits i els seus cabells, que permet fer les partides més glamuroses, tot i que, seguint el model de futbolí internacional, es munten sense braços i amb les dues cames unides. Es tracta d'un disseny francès de Chloe Ruchon presentat al Festival Internacional de Disseny de Berlín de 2009, fruit d'una col·laboració entre les empreses Mattel i Babyfoot Bonzini.[12]

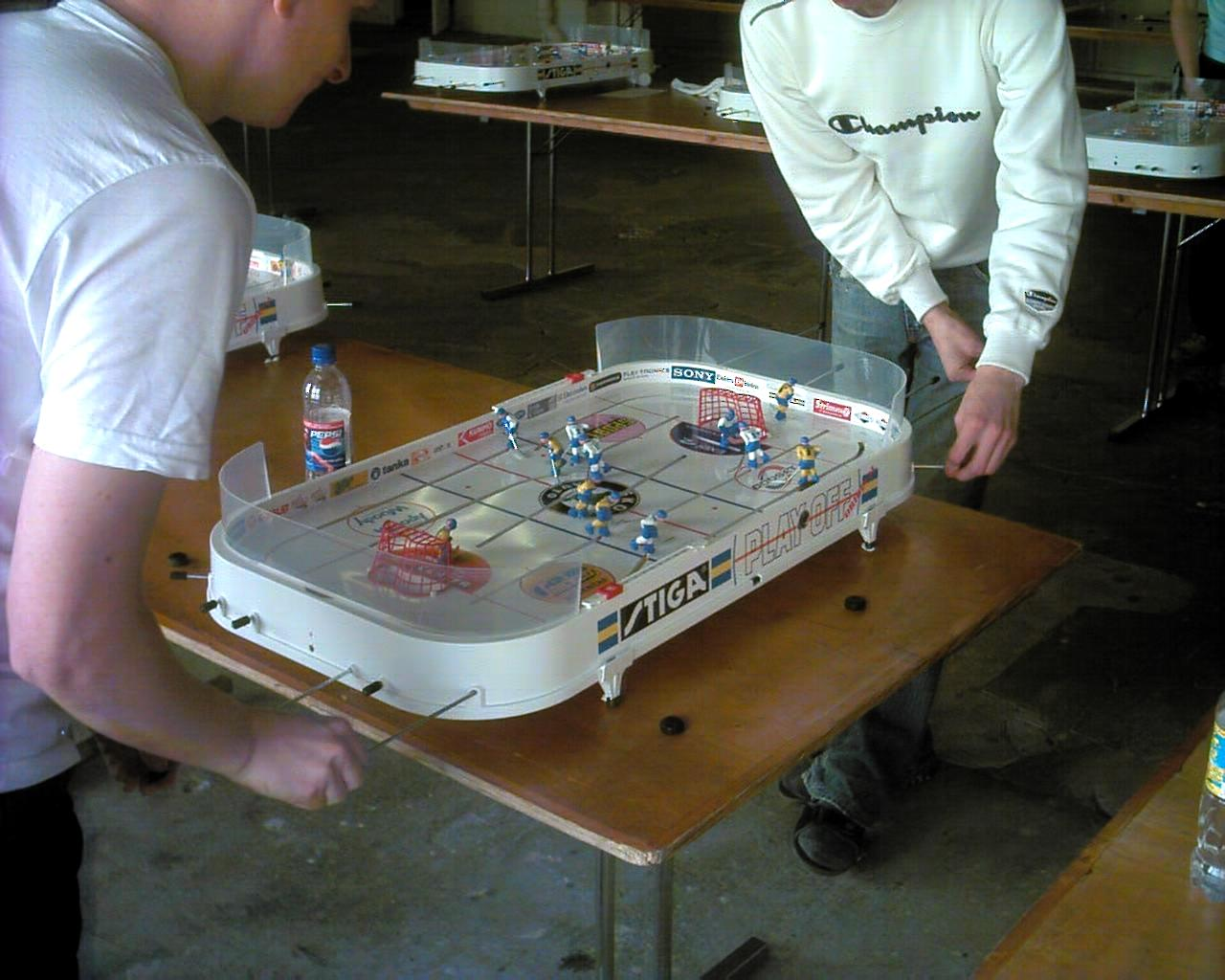
Partida de "Bordshockey".

- A Suècia, és més popular el "hockey de taula", que anomenen bordshockey i que es juga entre dos jugadors situats darrere les porteries respectives. Les figuretes estan muntades sobre unes ranures del tauler que simulen el recorregut que tindria cada esportista en una pista de gel real per tal de capturar, desplaçar i impulsar el disc endavant.
- Existeix un futbolí robot, dissenyat per investigadors de la Universitat de Friburg de Brisgòvia (Alemanya), que és capaç de derrotar un 85% de jugadors no experts. Utilitza una càmera situada sota la superfície del camp de joc, que és transparent. Amb ella localitza la posició de la bola 50 cops per segon i envia les dades a un ordinador, que ha estat programat amb dades sobre la dinàmica de la bola, que calcula si els adversaris humans podrien bloquejar algunes direccions possibles del xut. De fet, un jugador expert pot batre el robot en una proporció de 10 partides a 1, però els investigadors confien que en pocs anys el robot serà capaç de guanyar, fins i tot, el campió del món. La Universitat ha cedit la patent a una companyia de joguines, que espera fabricar una versió encara més hàbil i comercialitzar-la al preu de 20.000 €.[13]

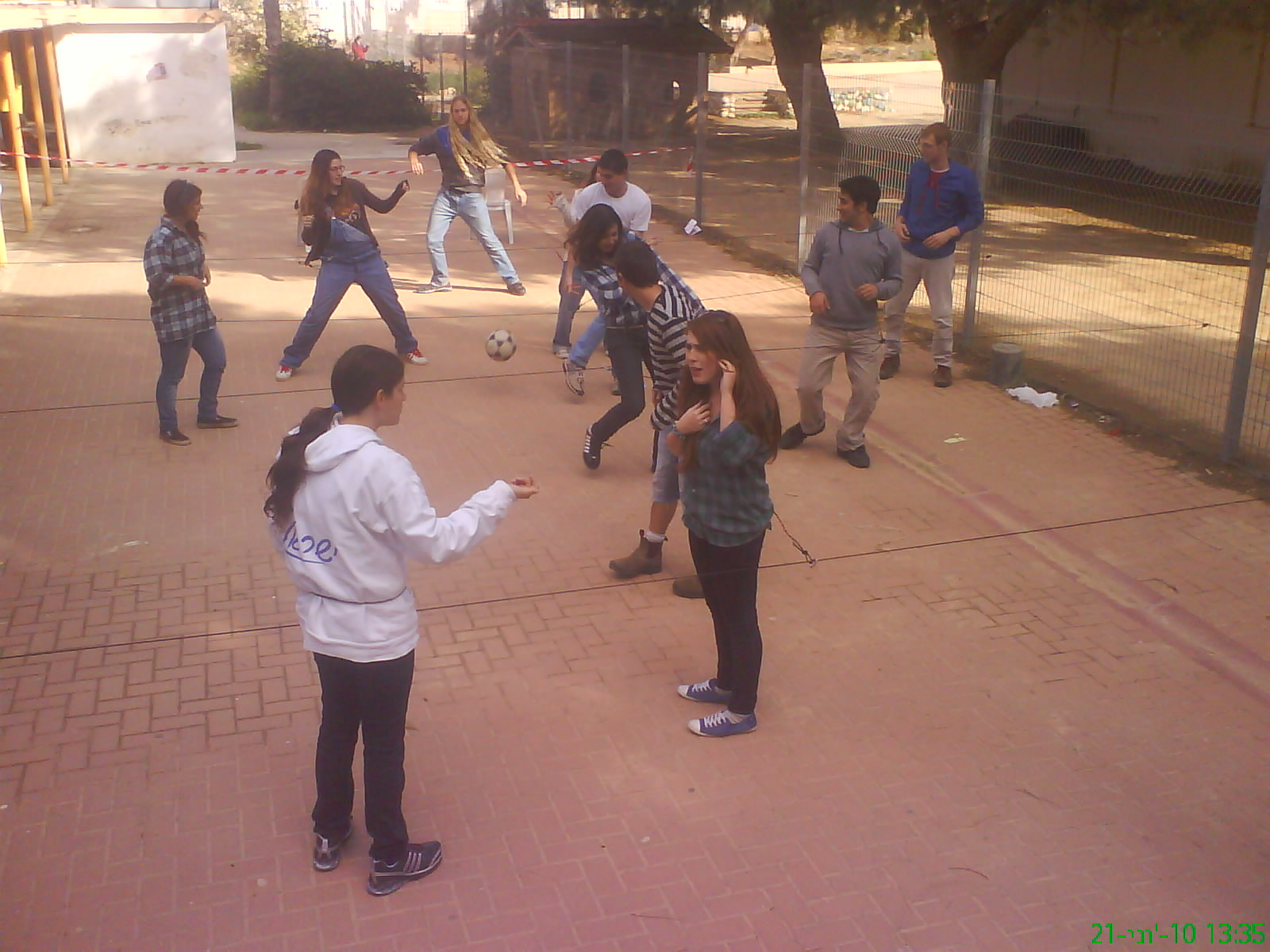
Una partida de futbolí humà, on es pot veure com els jugadors es troben lligats per la cintura a un cable.

- Més modernament, s'ha ideat una versió "humana" del futbolí en què el lloc de les figuretes és ocupat per persones que s'han de mantenir fixades a la seva posició, lligades per la cintura a un cable tensat transversalment, mentre es van passant la pilota amb els peus. En aquest cas, les iniciatives de joc les prenen, evidentment, les "figuretes" mateixes, doncs no hi ha jugadors externs al tauler de joc, com és el cas del futbolí autèntic. Es tracta d'un joc apropiat per a fires, llocs de lleure, etc.

## De joc recreatiu a esport organitzat
Sovint es juga al futbolí com a diversió als bars, centres de treball, escoles i clubs, amb unes regles mínimes, que solen ser la prohibició de fer rodar les barres, per la qual cosa la mà s'ha de mantenir en contacte permanent amb el mànec, o que posi la següent pilota en joc qui acaba de rebre un gol, o que la pilota es llenci al centre del camp quan és recuperada després de caure de la taula. Altres regles, no tan generalitzades, impedeixen marcar gols amb les barres dels mitjos, defenses o porter, o amb el davanter més proper al mànec corresponent.
Però, actualment, també es juga al futbolí en competicions oficials organitzades per les federacions de cada país i en competicions internacionals. Hi ha una gran varietat de taulers i de regles de joc, en part perquè el futbolí s'ha desenvolupat de manera independent a cada país. Des del 2002, que es va establir a França, la International Table Soccer Federation (ITSF) intenta harmonitzar les regles per a les seves competicions oficials internacionals. Actualment, hi ha reconegudes 5 taules oficials: Tornado, Bonzini, Tecball, Garlando i Roberto Sport, cadascuna de les quals correspon a un campionat del món diferent, si bé els millors de cada model es classifiquen pel Campionat del Món multitaula, que dona un campió absolut únic.
Els països que dominen actualment el futbolí de competició mundial són Alemanya, Bèlgica, la República Txeca, els Estats Units, Àustria i França. El millor jugador del món és el belga Frédéric Collignon (nascut el 1975), el qual guanya pràcticament tots els campionats des del 1999, tant per parelles com individualment, i és l'únic que ha guanyat el campionat del món de totes i cadascuna de les taules reconegudes per la ITSF. Curiosament, abans de l'aparició en escena d'aquest gran campió belga, tots els campions anteriors, entre 1975 i 1998 foren invariablement nord-americans.
La ITSF intenta que el futbolí sigui reconegut pel Comitè Olímpic Internacional com un esport olímpic, ja que molts practicants el consideren un esport complet.
L'estat espanyol participa oficialment en campionats internacionals des del 2007. L'agost de 2007 es va crear la Federación Española de Fútbol de Mesa (FEFM), a partir d'una preexistent "Asociación Española de Fútbol de Mesa" (AEFM). L'estiu del 2008 es va celebrar el primer campionat estatal, del qual en va sortir la selecció espanyola de futbolí, que es va presentar al Mundial de 2009.
Des d'abans d'aquestes dates, ja hi havia diversos campionats locals, sempre amb futbolins no oficials, dels quals se'n poden destacar els següents pel seu nombre de participants (aquests poden abastar més de 200 persones):
- Campionat Regional de Barcelona, a Sant Cugat del Vallès, al "Futbolí Cal Sebas". Ja se n'han fet tres edicions i es prepara la quarta, amb l'afluència de públic més gran de la província. Es juga en la modalitat d'aturada.
- El mal anomenat "Campeonato Mundial de Futbolín", a Punta Umbría (Huelva), on hi participen amateurs individuals que s'enregistren allí mateix. Sol disputar-se a finals d'agost.
- Campionat de Futbolí d'Almassora (Castelló), que sol fer-se cap a la tercera setmana d'agost, en la modalitat de moviment. També hi ha campionat femení.
- Master de Rábade (Lugo), sempre se celebra durant la Setmana Santa.
- Torneo de Futbolín a Palència, el qual es disputa al desembre.
- Torneo San Antolín de Futbolín, també a Palència, que té lloc el 2 de setembre.

A l'Equador, gairebé totes les cases tenen el seu futbolí familiar. És tota una tradició. Es fan torneigs en diverses festivitats al llarg de l'any i el premi per al guanyador consisteix en una taula de luxe nova de trinca. El Torneo de futbolín
se celebra a Quito durant el mes de febrer.

## Aparicions en la literatura, l'art i l'espectacle
- El futbolí apareix de manera destacada en l'ambientació d'un bar escocès a la novel·la curta Kingdom of Fife, d'Irvine Welsh.
- El futbolí també ha estat el protagonista de films com Foos: Be the Greatest[16] i Longshot.[17] La pel·lícula alemanya Absolute Giganten escenifica una partida de futbolí. A la guardonada pel·lícula italiana Il postino (1994, El cartero de Neruda, en castellà), que representa el 1950, el personatge del carter Mario Ruoppolo s'enamora a primera vista de Beatrice Russo mentre juguen una partida de futbolí.
- Diversos programes televisius han fet aparèixer també un futbolí. Els personatges Joey Tribbiani i Chandler Bing de la sèrie Friends (1994-2004, EUA) hi jugaven sovint. Als primers capítols apareixia una taula model Dynamo i als darrers un Tornado, tant l'un com l'altre en un paper protagonista en molts episodis. Finalment, el va destruir la Monica a l'úlmim episodi, quan les mascotes de Joey (un pollastre i un ànec) van defecar-hi al damunt. A les sèries House i Zoey 101, hi ha escenes de distensió en les quals diversos personatges juguen al futbolí. En un episodi de Mystery Science Theater 3000, el Dr. Forrester i en Frank explicaven com van agafar una taula de futbolí, la van impermeabilitzar, la van omplir d'aigua, i la van convertir en un joc de waterpolo.
- A la versió per a Xbox del joc de simulació The Sims 2, el jugador ha de derrotar el NPC Torin en una partida de futbolí si vol passar a la casa següent.
- El grup gallec Os Diplomáticos de Monte Alto té una cançó dedicada al futbolí que comença esmentant al seu suposat inventor: Ano 37 guerra civil / Alexandre de Fisterra inventa o futbolín. La cançó va esdevenir popular a Galícia perquè formava part del videoclip del contenidor infantil de la Televisió de Galícia, anomenat Xabarín Club.
- La productora catalana Tratart Produccions va realitzar el documental Tras el futbolín, dirigit per Bep Moll de la Fuente i distribuït per Motion Pictures, SA". En aquest documental, Alexandre de Fisterra narra la seva fantàstica vida i la creació del seu invent més conegut, el futbolí. Possiblement, aquesta va ser una de les darreres entrevistes que se li van realitzar abans de morir.[18]
- Es troba una referència al futbolí omnipresent al paisatge dels bars, en una cançó d'Estopa: "La clientela bebía / el futbolín encontraba / las miradas perdidas / los codos en la barra."[19]